# Pachomius peckhamorum
Pachomius peckhamorum är en spindelart som beskrevs av Galiano 1994. Pachomius peckhamorum ingår i släktet Pachomius och familjen hoppspindlar. Inga underarter finns listade i Catalogue of Life.